# Britt-Inger Dreilick
Britt Inger Francke, känd under flicknamnet Britt-Inger Dreilick, född 26 oktober 1923 i Sundsvall, död 25 juni 2015 i Höllvikens församling i Skåne län, var en svensk sångerska.
Hon var dotter till sjökapten Gunnar Dreilick och Maja, född Ohlsson. Dreilick flyttade till Stockholm i unga år och började sin karriär som sångerska i Emil Iwrings orkester. Orkesterledaren Thore Ehrling värvade henne till sitt band 1944 och under 1940- och 1950-talen var hon en av Sveriges mest kända dansbandssångerskor. Dreilick var tandsköterska men lade det yrket på hyllan när hon fick chansen att sjunga med Ehrling. Hon gav ut flera skivor på olika grammofonbolag, bl.a. Odeon och Cupol. Till hennes största skivframgångar hör låtar som "Kärlek, nål och tråd", "Simsalabim", "Sugartime" och inte minst storsäljaren "Billy Boy", där hon sjöng duett med Cacka Israelsson.
Hon medverkade i det populära radioprogrammet Frukostklubben vid flera tillfällen och fick sjunga i Melodifestivalen 1959. "Hösten är vår" hette hennes bidrag som hamnade på en delad sjätteplats.
I början av 1960-talet hade hon ett eget radioprogram kallat Populära kvarten.[källa behövs] När Dreilick gifte sig och fick barn valde hon att satsa på familjen i stället för karriären. Hon var vid sin död bosatt i Skåne.
Britt-Inger Dreilick gifte sig 1958 med försäljningschefen Ulf Francke (född 1929), som är son till överste Folke Francke och Hjördis Zaff.